# Kleinste dwergbuidelrat
De kleinste dwergbuidelrat (Cercartetus lepidus) is een klimbuideldier uit het geslacht der buidelslaapmuizen (Cercartetus).

## Kenmerken
De kleinste dwergbuidelrat is het kleinste klimbuideldier. Het is een muisachtig diertje met een korte kop en grote, rechtopstaande oren. De bovenkant van het lichaam is (geel)grijs, de onderkant lichtgrijs (deels ook wit). De vleeskleurige, spaarzaam behaarde staart is soms bij de wortel sterk opgezwollen voor de opslag van vet. De kop-romplengte bedraagt 63 tot 70 mm, de staartlengte 60 tot 75 mm en het gewicht 6 tot 10 g.

## Leefwijze
Deze solitaire soort is 's nachts actief, leeft zowel op de grond als in bomen en eet geleedpotigen, kleine skinken (hagedissen) en nectar. Het dier bouwt een nest van boombast en bladeren voor beschutting.

## Verspreiding
Deze soort komt voor in eucalyptusbossen op Tasmanië en Kangaroo-eiland en in open bos en mallee in een klein gebied in het zuidoosten van Zuid-Australië en het westen van Victoria.

## Voortplanting
Vrouwtjes krijgen nesten van tot vier jongen, die na 12 weken gespeend worden. Op het vasteland wordt er het hele jaar door gepaard, op Tasmanië alleen in de zomer.